# 에브리타임
에브리타임은 2010년 대한민국에서 출시한 대학생 전용 웹 사이트이자 어플리케이션이다. 대학에 따라 게시판 등이 제공되는 편리한 기능으로 인해, 대학생들이 가장 많이 설치한 어플리케이션 1위에 오르기도 했다. 커뮤니티에 익명으로 참여할 수 있는데, 익명이라는 기능이 악용된 혐오성 게시물과 악플이 문제가 되고 있다.

## 기능

### 시간표
소속 대학의 시간표를 직접 수업을 선택 하여 만들 수 있다.

### 게시판
다양한 게시판이 있으며 누구나 글을 남기고 댓글을 달 수 있다.